# 伊村要
伊村 要（いむら かなめ、2004年2月9日 - ）は、日本のグラビアアイドル、タレント。東京都出身。AIMSTONE PRODUCTION所属。

## 略歴
2023年9月22日、1stDVD『ピュア・スマイル』（竹書房）を発売。

## 人物
- 芸能界デビューのきっかけは、もともとアクション女優になりたくて芸能スクールのデビューオーディションを受けた[1]。
- 中学生の時にタイのバンコクに住んでいた帰国子女[1][3]。

## 作品

### イメージビデオ
- ピュア・スマイル（2023年9月22日、竹書房）[4]
- ボクはＩに恋してる（2024年1月20日、ラインコミュニケーションズ）[5]
- アイの虜（2024年5月31日、エスデジタル）[6]
- 雪に映える迫力ある胸に僕はときめく（2024年8月27日、エアーコントロール）[7]
- 僕のメイドが全力ご奉仕で最高な件（2025年1月24日、竹書房）[8]

### デジタル写真集
- 週刊GIRLS-PEDIA 076（2024年7月1日、KADOKAWA）[9]
- kaname MODE アイの虜（2024年11月28日、ドラゴンフライブック）